# نعمان كنفاني
نعمان كنفاني هو اقتصادي فلسطيني بارز عُرف بإسهاماته في تحليل السياسات الاقتصادية المتعلقة بالقضية الفلسطينية خاصة في مجالات العملة والتنمية والاستيطان.

## النشأة
وُلد نعمان كنفاني في دمشق عام 1948 لعائلة فلسطينية من مدينة عكا اضطرت إلى اللجوء بعد النكبة. نشأ في بيئة مشبعة بالوعي السياسي حيث كان شقيقه الأكبر غسان كنفاني من أبرز الأدباء والمناضلين الفلسطينيين. تأثرت حياته المبكرة بظروف اللجوء والشتات مما شكل أساسًا لاهتمامه بالقضايا الاقتصادية والسياسية المتعلقة بفلسطين.

## التعليم
بعد إتمام دراسته الثانوية انتقل نعمان إلى السويد حيث حصل على درجة الدكتوراه في الاقتصاد من جامعة لوند عام 1982. ركزت أبحاثه على الاقتصاد الزراعي والتنمية الاقتصادية مع اهتمام خاص بالسياسات الاقتصادية في الشرق الأوسط.

## المسيرة المهنية
انضم نعمان كنفاني إلى جامعة كوبنهاغن في الدنمارك كأستاذ للاقتصاد حيث عمل في كلية الاقتصاد لأكثر من عشرين عامًا. توزعت مهامه بين التدريس والبحث العلمي مع التركيز على قضايا التنمية الاقتصادية في الشرق الأوسط وخاصة فلسطين.
شارك كنفاني في تأليف كتاب "اقتصاديات فلسطين: السياسات الاقتصادية والإصلاح المؤسسي لدولة فلسطينية قابلة للحياة" بالتعاون مع ديفيد كوبهام حيث ناقش فيهما السياسات الاقتصادية اللازمة لبناء دولة فلسطينية مستقلة.
نشر كنفاني العديد من المقالات والدراسات حول الاقتصاد الفلسطيني منها دراسة بعنوان "تجميد أموال المقاصة: أزمة متكررة وآثار طويلة الأمد" التي تناولت فيها تأثيرات تجميد إسرائيل لأموال المقاصة على الاقتصاد الفلسطيني.
يركز كنفاني في أبحاثه على قضايا الاقتصاد السياسي والتنمية المستدامة مع اهتمام خاص بتأثير السياسات الاقتصادية على المجتمعات المهمشة. يسعى من خلال عمله إلى تقديم رؤى تحليلية تساهم في صياغة سياسات اقتصادية عادلة وفعالة في السياق الفلسطيني.